# Alfa
Alfa eller alpha (grekiska άλφα álfa) (versal: Α, gemen: α) är den första bokstaven i det grekiska alfabetet. Den hade i det joniska talbeteckningssystemet siffervärdet 1. Alfa motsvarar A, a i det latinska alfabetet, ﺍ,—,ﺎ ('alif) i det arabiska alfabetet och А, а i det kyrilliska alfabetet.
Versal: Ά, gemen: ά) är alfa med en tonos över.

## Unicode
|   | decimalt | hexadecimalt | HTML    |
| - | -------- | ------------ | ------- |
| α | 945      | 3B1          | &alpha; |
| Α | 913      | 391          | &Alpha; |